# Villa nigrifrons
Villa nigrifrons är en tvåvingeart som först beskrevs av Macquart, Webb och Sabin Berthelot 1839.  Villa nigrifrons ingår i släktet Villa och familjen svävflugor.
Artens utbredningsområde är Kanarieöarna. Inga underarter finns listade i Catalogue of Life.